# Heinrich Ludwig Geyer
Heinrich Ludwig Geyer (* 11. November 1848 in Stuttgart; † 10. Mai 1911 ebenda) war ein deutscher Apotheker.

## Leben
Geyer stammt aus einer Apothekerfamilie und erlernte die Pharmazie bei seinem Vater in Stuttgart.
Er war Gehilfe in Bern, Vevey und Wiesbaden. Sein Studium an der polytechnischen Schule in Stuttgart schloss er 1871 mit dem Apothekerexamen ab. Anschließend studierte er Chemie an der Universität München und promovierte 1873 an der Universität Heidelberg. Danach war er als Chemiker bei der württembergischen Zentralstelle für Gewerbe und Handel in Stuttgart tätig. 1874 bis 1875 arbeitete er in der Elberfelder Alizarin- und Anilinfabrik.
Als sein Vater starb, ging er zurück nach Stuttgart und übernahm dort die Kreusersche Apotheke, die er bis zu seinem Tod leitete.
Neben der Leitung der Apotheke war er in den Gremien des pharmazeutischen Landesvereins von Württemberg tätig. Er war von 1885 bis 1894 Vorsitzender des Neckarkreises und von 1894 bis 1909 Obmann des Landesvereins. Außerdem gehörte er ab 1894 zum Vorstand des Deutschen Apothekervereins. Aufgrund seiner erfolgreichen Leitung des Vereins wurde er vom König von Württemberg 1901 zum Hofrat ernannt.
Außerdem war Heinrich Ludwig Geyer Gründungsmitglied des Germanischen Nationalmuseums in Nürnberg.